# Friedrich Reinitzhuber
Friedrich „Fritz“ Reinitzhuber (* 8. Januar 1910 in Graz; † 30. Mai 2001 in Altmünster, Salzkammergut)  war ein österreichischer Bauingenieur (Stahlbau).

## Biografie
Reinitzhuber verlor früh seine Eltern und kam in die Vormundschaft seines Onkels mütterlicherseits Karl Federhofer, der ebenfalls ein bekannter Bauingenieur war. Er ging in Graz (Bundeserziehungsanstalt Liebenau) und Wiener Neustadt (Bundeserziehungsanstalt) zur Schule mit der Matura 1927. Danach studierte er Bauingenieurwesen an der TH Graz, was er in kürzestmöglicher Zeit (9 Semester) 1932 absolvierte. Er bekam eine Stelle beim Landesbauamt der Steiermark und arbeitete daneben an seiner Dissertation, die 1934 bei Franz Brunner in Graz erfolgte. Die Dissertation (Verschiebungspläne räumlicher Fachwerke) verwendete die graphische Dynamik seines Onkels Federhuber. 
1936 ging er zu Humboldt-Deutz in Köln und heiratete im selben Jahr. Aus der Ehe gingen zwei Töchter und ein Sohn hervor. Unter anderem war er am Entwurf einer nicht realisierten drehbaren Zeppelinhalle und an einer Brücke am Niederrhein beteiligt. 1938 wechselte er als Statiker zur Firma Henschel nach Berlin-Schönefeld in die Flugzeugindustrie. Er war an der Entwicklung des ersten Flugzeugs beteiligt, dass 10.000 m hoch fliegen konnte. Ab 1941 war er im Stahlbau bei den Reichswerken Hermann Göring, die wegen der Bombardierung von Berlin bald verlegt wurden. Reinitzhuber kam nach Linz und habilitierte sich in dieser Zeit mit bereits veröffentlichten Arbeiten an der TH Graz. 
Nach dem Krieg arbeitete er im Nachfolgebetrieb der Reichswerke, den Vereinigten Österreichischen Eisen- und Stahlwerken (VÖEST) in Linz als Leiter des technischen Büros im Stahlbau. 1950 ging er auf Vermittlung von Hermann Beer als Professor an die Universität Alexandria nach Ägypten. Gleichzeitig lehrte er Stahlbau an der Ain-Schams-Universität in Kairo und bearbeitete Brückenbauprojekte für Vöest. Bei der Rückkehr nach Linz zu Vöest wurde er 1952 stellvertretender Betriebsdirektor im Stahlbau. 1957 ging er als technischer Direktor zu Krupp nach Duisburg-Rheinhausen, was er bis 1967 blieb. Rufe an die TH Wien und die TH Stuttgart lehnte er ab, hielt aber 1966 bis 1980 regelmäßig Vorlesungen an der RWTH Aachen und der TH Graz. 
Zu seinen Projekten bei Krupp gehörten:
- Dos Americas Brücke, Panamakanal
- El-Ferdan-Brücke, Suezkanal
- Hafenbrücke Göteborg
- zerlegbare Brücken für Militär und zivile Zwecke
- temporäre Stahlflachstraßen für Verkehrsumleitung bei Bauarbeiten[1]
- Parabolspiegel für Radar
- Hochbauten wie Kreiskrankenhaus Detmold, Krebsforschungszentrum Heidelberg, Verwaltung von Osram
- Hüttenwerke zum Beispiel in Rourkela
- Stahlwasserbau wie Schiffshebewerk Henrichenburg

1968 schied er bei Krupp aus und trat in das Ingenieurbüro eines Studienkollegen (von Spieß) in Dortmund ein und war Prüfingenieur für Stahl-, Holz- und Massivbau. Außerdem war er vereidigter Sachverständiger für Stahlbau. 1980 eröffnete er mit einem neuen Partner ein Ingenieurbüro in Dortmund. Unter anderem prüfte er die Stahlkonstruktion der Wuppertaler Schwebebahn, das Flughafengebäude Schermetjewo in Moskau und Stahlwerke von Krupp.
Er war Ehrenmitglied des Deutschen und Österreichischen Stahlbauverbandes und der Internationalen Vereinigung für Brückenbau und Hochbau.
1967 kaufte er ein Weingut in der Steiermark und baute es aus.

## Schriften
- mit Hugo Olsen: Die zweiseitig gelagerte Platte, 2 Bände, Ernst und Sohn 1950